# هاینریش روبنس
 هاینریش روبنس (انگلیسی: Heinrich Rubens؛ زاده ۳۰ مارس ۱۸۶۵ درگذشته ۱۷ ژوئیهٔ ۱۹۲۲) یک فیزیک‌دان اهل آلمان بود.